# Valentin Calafeteanu
Valentin Niculae Calafeteanu (nacido el 25 de enero de 1985, en Bucarest, Rumanía) es un rugbista rumano que juega de medio melée. 
Calafeteanu jugó por primera vez con la selección de rugby de Rumania el 20 de noviembre de 2004, en un partido amistoso contra Japón celebrado en Bucarest, en una victoria 25-10, con sólo 19 años de edad. 
Ganó el Seis Naciones B en 2006. Jugó los cuatro partidos, tres de ellos como suplente, en las finales de la Copa del Mundo de Rugby de 2007, donde logró una conversión en la victoria 14-10 sobre Portugal. Fue llamado para la Copa Mundial de 2011, jugando tres partidos pero sin marcar.
Ha sido llamado a la selección que jugará la Copa Mundial de Rugby de 2015. En el partido contra Irlanda, que terminó con victoria irlandesa 44-10, Calafateanu puntuó con un golpe de castigo.